# Гуифней
Гуифней (Güisnay, «Mataco», «Mataco Güisnay», «Mataco Pilcomayo», Wichí Lhamtés Güisnay) — индейский язык, который относится к группе языков вичи матакской семьи языков, на котором говорит народ вичи, проживающий на правом берегу реки Пилькомайо, около аргентино-боливийской границы, на севере Аргентины.
Рассматривается как диалект языка мака.